# India International 2022
Die India International 2022 im Badminton fanden als Infosys Foundation India International Challenge 2022 vom 11. bis zum 16. Oktober 2022 in Bengaluru statt.

## Sieger und Platzierte
| Disziplin    | Gold                                               | Silber                                         | Bronze                                           |
| ------------ | -------------------------------------------------- | ---------------------------------------------- | ------------------------------------------------ |
| Herreneinzel | Sourabh Varma                                      | Mithun Manjunath                               | Sathish Kumar Karunakaran                        |
| Herreneinzel | Sourabh Varma                                      | Mithun Manjunath                               | Abhishek Yeligar                                 |
| Dameneinzel  | Tanya Hemanth                                      | Ruthvika Shivani                               | Rituparna Das                                    |
| Dameneinzel  | Tanya Hemanth                                      | Ruthvika Shivani                               | Mansi Singh                                      |
| Herrendoppel | Chaloempon Charoenkitamorn Nanthakarn Yordphaisong | Tanadon Punpanich Wachirawit Sothon            | Krishna Prasad Garaga Vishnuvardhan Goud Panjala |
| Herrendoppel | Chaloempon Charoenkitamorn Nanthakarn Yordphaisong | Tanadon Punpanich Wachirawit Sothon            | Arun George Rohan Kapoor                         |
| Damendoppel  | Ashwini Bhat Shikha Gautam                         | Arul Bala Radhakrishnan Varshini Viswanath Sri | Pooja Dandu Arathi Sara Sunil                    |
| Damendoppel  | Ashwini Bhat Shikha Gautam                         | Arul Bala Radhakrishnan Varshini Viswanath Sri | Rutaparna Panda Swetaparna Panda                 |
| Mixed        | K. Sai Pratheek Ashwini Ponnappa                   | Rohan Kapoor Siki Reddy                        | Bokka Navaneeth Priya Konjengbam                 |
| Mixed        | K. Sai Pratheek Ashwini Ponnappa                   | Rohan Kapoor Siki Reddy                        | Gouse Shaik Maneesha Kukkapalli                  |